# C. J. Watson
Charles Akeem "C. J." Watson, Jr. (Las Vegas, Nevada, 17 de abril de 1984) es un jugador de baloncesto estadounidense que juega en Uşak Sportif de la Türkiye Basketbol Süper Ligi. Mide 1,88 metros, y juega en la posición de base.

## Trayectoria deportiva

### Universidad
Jugó durante 4 temporadas con los Volunteers de la Universidad de Tennessee. Fue elegido en el segundo mejor quinteto de la Southeastern Conference en su temporada sénior, tras promediar 15,3 puntos y 3,9 asistencias por partido. Acabó su carrera universitaria promediando en total 12,0 puntos y 4,9 asistencias por partido.

### Europa
Tras acudir a los campus de verano de San Antonio Spurs en 2006 y no ser elegido, decidió fichar por el Trenkwalder Reggio Emilia de la Lega italiana. Promedió 8,5 puntos y 2,3 rebotes en 17 partidos, tras los que se fue a la Liga griega, concretamente al PAOK Salónica BC, donde solamente jugó 7 partidos, promediando 7,4 puntos, 2 rebotes y 2 asistencias.

### NBA
Comenzó la temporada 2007-08 jugando en el equipo de Rio Grande Valley Vipers, donde en 16 partidos promedió 26,4 puntos, 5,3 rebotes, 5,3 asistencias and 1,38 robos de balón por partido, lo que hizo que el jefe de operaciones de los Golden State Warriors, Chris Mullin se fijara en él, firmándole un contrato por 10 días en enero de 2008, el primero que consigue en la NBA. Tras ese firmó un segundo contrato de las mismas características, para que el 28 de enero fuera confirmado hasta final de temporada.
El 21 de julio de 2010, Watson fue adquirido por Chicago Bulls. El 23 de julio de 2012 firmó con Brooklyn Nets.
El 7 de julio de 2013, Watson fue adquirido por los Indiana Pacers

#### Estadísticas

##### Temporada regular
| Año     | Equipo       | PJ  | PT | MPP  | %TC  | %3P  | %TL  | RPP | APP | ROB | TPP | PPP  |
| ------- | ------------ | --- | -- | ---- | ---- | ---- | ---- | --- | --- | --- | --- | ---- |
| 2007-08 | Golden State | 32  | 0  | 11.5 | .426 | .346 | .793 | 1.0 | 1.1 | .5  | .0  | 3.7  |
| 2008-09 | Golden State | 77  | 18 | 24.5 | .457 | .400 | .870 | 2.5 | 2.7 | 1.2 | .1  | 9.5  |
| 2009-10 | Golden State | 65  | 15 | 27.5 | .468 | .310 | .771 | 2.6 | 2.8 | 1.6 | .1  | 10.3 |
| 2010-11 | Chicago      | 82  | 1  | 13.3 | .371 | .393 | .740 | 1.1 | 2.3 | .7  | .1  | 4.9  |
| 2011-12 | Chicago      | 49  | 25 | 23.7 | .368 | .393 | .808 | 1.0 | 4.1 | .9  | .2  | 9.7  |
| 2012-13 | Brooklyn     | 80  | 8  | 19.0 | .418 | .411 | .780 | 1.8 | 2.0 | .8  | .2  | 6.8  |
| 2013-14 | Indiana      | 63  | 5  | 18.9 | .437 | .366 | .784 | 1.6 | 1.7 | 1.0 | .1  | 6.6  |
| 2014-15 | Indiana      | 57  | 21 | 24.9 | .434 | .400 | .826 | 2.9 | 3.6 | 1.0 | .2  | 10.0 |
| 2015-16 | Orlando      | 33  | 2  | 19.9 | .343 | .292 | .872 | 2.0 | 2.7 | .6  | .2  | 4.3  |
| Total   |              | 538 | 95 | 20.6 | .421 | .379 | .808 | 2.0 | 2.5 | 1.0 | .1  | 7.6  |

##### Playoffs
| Año   | Equipo   | PJ | PT | MPP  | %TC  | %3P  | %TL  | RPP | APP | ROB | TPP | PPP |
| ----- | -------- | -- | -- | ---- | ---- | ---- | ---- | --- | --- | --- | --- | --- |
| 2011  | Chicago  | 16 | 0  | 8.5  | .339 | .200 | .909 | .9  | 1.9 | .5  | .0  | 3.2 |
| 2012  | Chicago  | 6  | 5  | 27.3 | .241 | .250 | .750 | 2.2 | 5.5 | .8  | .0  | 7.3 |
| 2013  | Brooklyn | 7  | 0  | 23.0 | .436 | .267 | .667 | 2.4 | 1.9 | .7  | .1  | 8.6 |
| 2014  | Indiana  | 18 | 0  | 17.9 | .409 | .400 | .607 | 2.2 | .9  | .9  | .1  | 5.8 |
| Total | Total    | 47 | 5  | 16.7 | .362 | .314 | .701 | 1.8 | 2.0 | .7  | .0  | 5.5 |